# Paul Alfons von Metternich-Winneburg

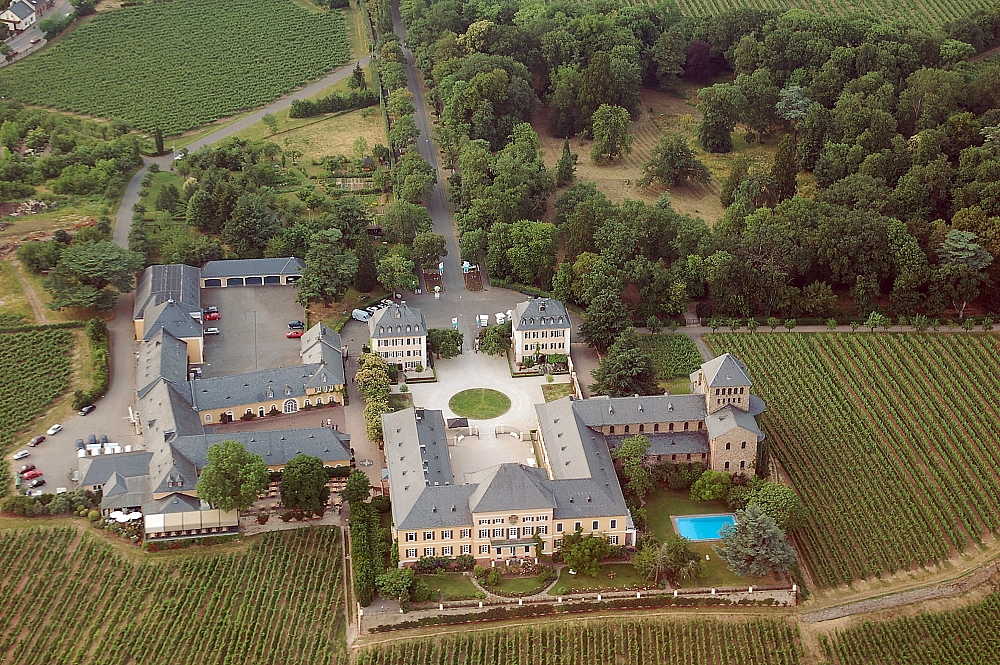
Schloss Johannisberg, waar het echtpaar na de Tweede Wereldoorlog zich vestigde en het wijndomein exploiteerde

Paul Alfons von Metternich-Winneburg (Wenen, 26 mei 1917 - Genève, 21 september 1992) was een Duits-Oostenrijkse wijnbouwer en autocoureur. Hij diende als voorzitter van de Fédération Internationale de l'Automobile (FIA) van 1975 tot en met 1985.
Metternich was enige tijd als rijder actief binnen de autosport, en heeft deelgenomen aan de Targa Florio en de 24 uur van Le Mans. In 1960 werd hij gekozen tot president van de Automobilclub Von Deutschland, en in hetzelfde jaar kreeg hij ook een plaats in het comité van de FIA. Hij werd in 1970 president van FIA's International Sporting Commission en in 1975 van de gehele FIA-organisatie.
Metternich was een telg uit het hoogadellijke geslacht Metternich, achterkleinzoon van de staatsman Klemens von Metternich (1773-1859), 2e vorst Metternich, en zoon van Klemens-Wenzel 5e vorst von Metternich-Winneburg (1869-1930) en de Spaanse Donna Isabel de Silva y Carvajal, 9e gravin van Castillejo (1880-1980). Hij was in 1941 getrouwd met de van oorsprong Russische, later Duitse Tatiana vorstin Vassiltchikova (1915-2006), mecenas, met wie hij het Duitse, beroemde wijndomein Johannisberg exploiteerde; zij publiceerde verscheidene boeken, onder andere haar herinneringen. Uit het huwelijk werden geen kinderen geboren.
Metternich droeg de volgende adellijke titels na het overlijden van zijn vader en moeder: 6e Fürst von Metternich-Winneburg, 5e Napolitaanse hertog van Portella, graaf van Königswart, Grandezza van Spanje van de eerste klasse en (sinds  1982:) 10e Spaanse graaf van Castillejo. Hij was de laatste telg van het geslacht Metternich.